# Histoire des ordres franciscains

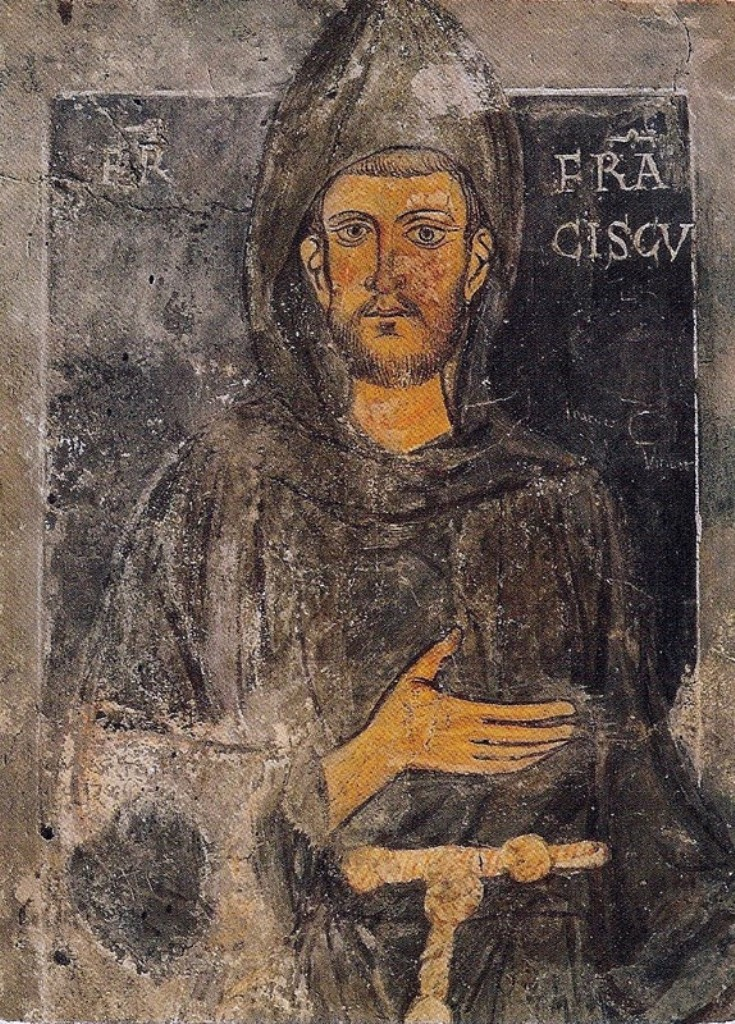
Saint François, portrait à l'abbaye territoriale de Subiaco.

L'histoire des ordres franciscains retrace l'origine et le développement des trois ordres du mouvement franciscain. Fondé sur la pensée et les actions de François d'Assise, ce mouvement monachique est connu pour les idéaux de pauvreté et de fraternité qu'il véhicule. Si les franciscains sont principalement vus à travers l'ordre principal des frères mineurs ou celui des capucins, des ordres féminins et un ordre laïque appartiennent également à ce courant. L'ordre des frères mineurs apparaît en 1209. Son développement est très rapide et le mouvement devient l'un des courants des ordres mendiants les plus influents au Moyen Âge. Si l'ordre des frères mineurs a progressivement perdu la place dominante qu'il occupait au Moyen Âge, le mouvement franciscain continue d'exister.

## Les trois ordres de la famille franciscaine
La famille franciscaine comprend trois Ordres :
Le Premier Ordre
- Frères Mineurs Conventuels (O.F.M.Conv) Ordo Fratrum Minorum Conventualium ; ils sont parfois nommés « cordeliers », tout comme les observants ;
- Frères Mineurs Capucins (O.F.M.Cap) Ordo Fratrum Minorum Capuccinorum
- Frères Mineurs (O.F.M.) Ordo Fratrum Minorum, formé en 1897 par la réunion des ordres suivants :
  - Frères Mineurs Récollets (O.F.M.Rec) Ordo Fratrum Minorum Recollectorum
  - Frères Mineurs de l'Observance (O.F.M.Obs) Ordo Fratris Menoris Regularis Observantia ; ils sont parfois nommés « cordeliers », comme les conventuels ;
  - Frères Mineurs Réformés de la stricte observance (O.F.M.Ref) Ordo Fratrum Minorum Strictioris Observantiæ Reformatorum
  - Frères Mineurs Déchaussés ou Alcantrins (O.F.M.Disc ou Alc) Ordo Fratrum Minorum Strictoris Observantiæ Discalceatorum)

Le Second Ordre
- Clarisses (O.S.C.) ou Pauvres Dames Ordo Sanctæ Claræ
- Clarisses Urbanistes (O.S.C.Urb) Ordo Sanctæ Claræ regulæ Urbani IV
- Franciscaines de Sainte Philippa Mareri (F.S.F.M)
- Clarisses Colettines (O.S.C.Col) Ordo Sanctæ Claræ reformationis ab Coleta
- Clarisses Capucines (O.S.C.Cap) Ordo Sanctæ Claræ Capuccinarum
- Annonciades (O.Ann.M.) Ordo de Annuntiatione Beatæ Mariæ Virginis
- Franciscaines Conceptionnistes (O.I.C.) Ordo Immaculatæ Conceptionis

Le Tiers-Ordre
- Ordre franciscain séculier (O.F.S.), Ordo Franciscanus Saecularis, remplace le Tiers-Ordre franciscain depuis 1978
  - Jeunesse Franciscaine
- Tiers-Ordre régulier franciscain (T.O.R.) Tertius Ordo Regularis Sancti Francisci

L'histoire des ordres franciscains débute concrètement avec la rédaction de la première règle des frères mineurs en 1221 par saint François d'Assise. Elle comprend l'histoire des trois Ordres.
Ces ordres ont connu une rapide extension dès leur création au début du XIIIe siècle. Les trois ordres sont toujours présents et comptent (hier comme aujourd'hui) des personnalités remarquables.
La multiplication des idées mène le premier ordre à des divergences de vue, ce qui, au XVe siècle, pose de graves problèmes. Le Pape Léon X réunit en 1517 les frères mineurs en un ordre unique. L'Ordre franciscain est aujourd'hui l'Ordre le plus important en nombre au sein de l'Église.
Le second ordre, les pauvres dames, sera réformé au XIIIe siècle et n'aura pas les perturbations du 1er ordre au XVe. C'est au XVIIIe siècle que l'ordre atteint son apogée, avant de subir la Révolution française de plein fouet. L'ordre se relève au XIXe siècle.
Le Tiers-Ordre Franciscain séculier est la branche séculière de la famille franciscaine. Les Ordres Franciscains Séculiers (OFS), également appelés en France Fraternités Franciscaines Séculières (FFS), exercent leur influence dans tous les milieux de la société. En 1978, la nouvelle Règle émise sous le pontificat de Paul VI fixe des règles plus adaptées aux diverses cultures, conformément aux orientations du Concile Vatican II.

## Antécédents historiques
(février 2012).
Cette section est fort importante car le « franciscanisme » a été profondément marqué par le contexte historique dans lequel il est né (on se limite ici bien sûr au contexte historique de l’Europe occidentale).

### Le «mouvement de pauvreté»
Une première caractéristique de cette époque féodale est le « mouvement de pauvreté », courant chrétien en réaction à l’enrichissement et la politisation de l’Église. Il y a d’un côté les ordres religieux réformés ou nouveaux (cisterciens, prémontrés) et de l’autre de nombreux courants précurseurs de la Réforme, bientôt suspectés et persécutés par l’Église et l’État (vaudois, albigeois, cathares...). Quant à l’Église, en plus du tort causé par ces nouveaux groupes, elle s’embourbe dans un immobilisme féodal.

### Les débuts de la scolastique
Un deuxième trait de ce siècle, ce sont les débuts de la scolastique. Après une certaine décadence de la vie intellectuelle, le XIIe siècle amorce un réveil. Anselme de Cantorbéry, Bernard de Clairvaux, Pierre Lombard en sont les acteurs, et cela débouchera sur la grande scolastique de saint Bonaventure et de saint Thomas d'Aquin.

### Les mutations de la société
Une troisième caractéristique est que la société passe d’une structure purement rurale à un début d'organisation urbaine et communale. C’est l’avènement des communes et la naissance de la bourgeoisie. C’est aussi la fin du troc et la domination de l’argent. « La nouvelle société porte en elle le meilleur et le pire : élan vers plus de liberté et de fraternité, elle est en même temps travaillée par des forces troubles et redoutables qui peuvent se retourner contre elle et la déchirer. ».
On passe d’un monde stable, lié à la terre, à un monde en mouvement, d’un monde fondé sur la vassalité à un monde fondé sur l’esprit d’association ; mais cet esprit d’association ira de pair avec l’esprit de gain, de passion de l’argent et du pouvoir, d’où de nouvelles inégalités sociales et oppressions.

## Le premier ordre: les frères mineurs

### François d'Assise et les débuts de l’ordre
François naît à Assise, en 1182. Il appartient à la bourgeoisie urbaine (son père, Pierre Bernardone, est un riche marchand drapier, roturier) d’une cité d’importance secondaire, où existent des rivalités entre nobles et bourgeois, catholiques et cathares. Il reçoit une éducation traditionnelle peu adaptée à ce monde nouveau. Il cherche sa voie, rêve de chevalerie, part à 20 ans en guerre avec sa ville contre sa rivale Pérouse, sera fait prisonnier (Assise est vaincue, 1202), reste en captivité un an, puis tombe malade… et peu à peu se convertit.
Il finit par mépriser la gloire et la richesse et, en même temps que grandit sa soif de Dieu, il s’approche des miséreux, lépreux, mendiants. Puis le crucifix de l’église Saint-Damien lui parle : « François, va et répare ma maison qui tombe en ruines. » Il prend ces mots à la lettre, se fait maçon et répare les églises en ruine.

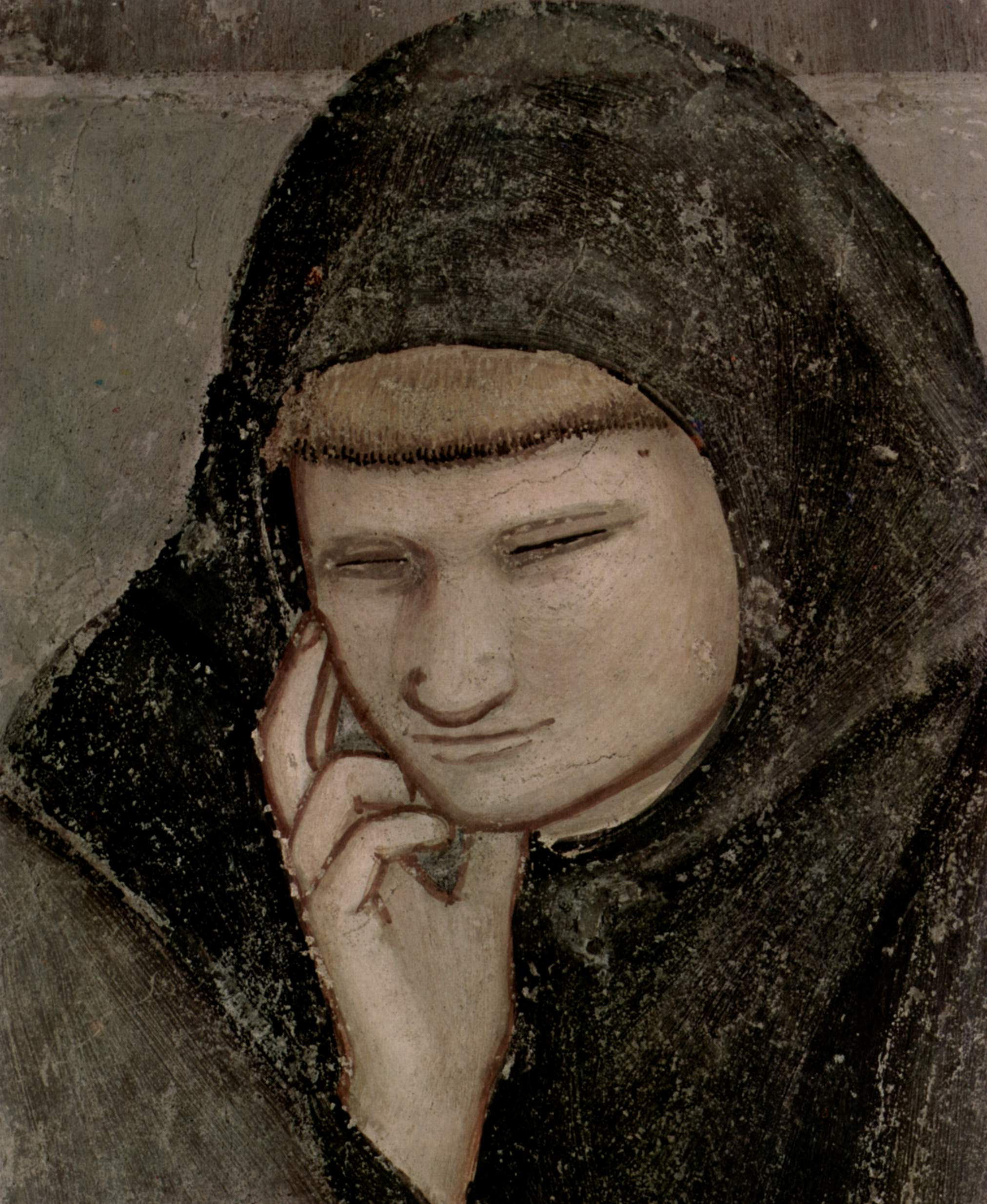
Giotto, Vie de saint François.

En 1208 (ou 1209 ?) il entend l’Évangile de l’envoi des disciples en mission (sans doute Mt 10,9 et ss). Trois points se détachent de ce texte : l’envoi des disciples, l’exigence de la pauvreté, le message de paix. « Voilà ce que je veux, voilà ce que je cherche, ce que, du plus profond de mon cœur, je brûle d’accomplir ! » (1 C 21) C’est la rencontre entre l’Évangile et un homme pleinement de son époque, qui portait dans son cœur tout le bouillonnement de son temps (espérances, et détresses des plus pauvres). Il est enfin fixé sur l’orientation de sa vie. C’est l’acte de naissance de l’ordre franciscain ! (C’est effectivement le moment où tout le monde s’accorde à fixer la naissance de l’ordre franciscain
Puis, c’est l’imprévu pour François : des compagnons se présentent à lui pour partager son style de vie. Ce sont des jeunes d’Assise ou des environs, surtout des laïcs. Ils vont alors à Rome faire approuver par le pape Innocent III leur mode de vie. C’est vers cette époque que François choisit comme nom les « frères mineurs », c'est-à-dire les petits, les soumis à tous, les derniers de tous.

#### Caractéristiques de l’ordre à ses débuts
Le fondement même de l’esprit franciscain est celui-ci : plaire au Christ et lui ressembler. Le franciscain est d’abord celui qui regarde et écoute le Seigneur Jésus, qui se conforme à sa vie et à sa parole. L’Ordre franciscain est encore plus un ordre d’imitateurs du Christ que de prédicateurs : « La règle de vie des frères est la suivante : vivre dans l’obéissance, dans la chasteté et sans aucun bien qui leur appartienne ; et suivre la doctrine et les traces de notre Seigneur Jésus-Christ. » (1 Reg 1,1) et « La règle de vie des Frères Mineurs est la suivante : observer le saint Évangile de notre Seigneur Jésus-Christ. » (2 Reg 1,1)
Concrètement, que signifie pour les premiers frères d’observer le saint Évangile ? Quelques points importants se dégagent.

##### L'aspect missionnaire
Cette forme de vie propose comme modèle la vie des disciples envoyés en mission par le Christ. Les membres de la communauté n’ont pas de demeure fixe. La mission, l’annonce de la Bonne Nouvelle exige une grande liberté de mouvement, elle voue à une vie itinérante. Effectivement les premiers compagnons de François d'Assise sont souvent sur les routes. Quand le nombre des frères sera plus grand, François en enverra en Allemagne, Espagne, France, Hongrie, Syrie, et au Maroc. Lui-même voudra aller en France (mais le cardinal Hugolin l’en empêchera) et en Égypte, avec les croisés (mais pas pour guerroyer ; il déplorera le sang versé et tentera de convertir le sultan, Melek-el-Kamel). Tous les frères ne prêchent pas mais tous sont envoyés comme témoins de la Bonne Nouvelle.
La Règle de 1221, puis celle de 1223, consacrent un chapitre entier sur « la manière de voyager par le monde ». C’est dire si le voyage et la mission font partie de la vie des frères.

##### La pauvreté

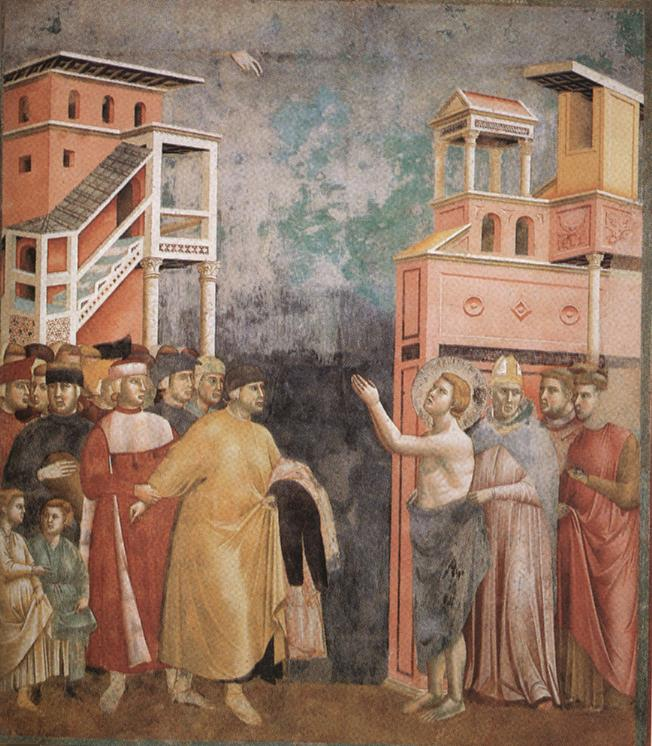
Giotto : saint François renonce aux biens terrestres.

Voir Pierre de Jean Olivi#Doctrine sur la pauvreté et l'économie pour une élaboration approfondie de la doctrine franciscaine de la pauvreté.
La pauvreté franciscaine n’est pas d’abord ascétique (« Moins je possède, plus je me possède. »), ni d’abord apostolique (« Plus je me détache des biens de ce monde, plus je suis libre pour aller vers les autres. »), elle est de nature essentiellement mystique : si François est pauvre, c’est qu’il aime le Christ et que le Christ fut pauvre (cf. 1 C 7 et 2 C 55). Les frères refusent les bénéfices ecclésiastiques. Ils vivent de leur travail chez les gens de la région où ils passent, ou de l’aumône. Cependant ils sont tenus de refuser tout argent. François est formel sur ce point, il ne fera exception que pour les malades (cf. 1 Reg 8,1-12).
 Cf. 2 C 55 : « Jamais on ne vit un homme plus avare de son or que lui (François d'Assise) de sa pauvreté. [...] Son habit pauvre disait éloquemment qu’il avait accumulé ses richesses ailleurs que sur terre. Voilà pourquoi il était joyeux, voilà pourquoi il avait l’âme en paix. »

##### La fraternité
Les chapitres généraux seront démocratiques, contrairement aux autres chapitres monastiques de l’époque. Même François d'Assise n’y aura pas une voix prépondérante, il ne tranchera pas au moment des décisions à prendre. « Sur aucun homme, mais surtout sur aucun autre frère, nul frère ne prévaudra jamais d’aucun pouvoir de domination. » (cf. 1 Reg 5,9) François refuse la préséance de l’abbé, il crée la fraternité. Le terme "Ordre" viendra plus tard, selon le vocabulaire de l’époque.

##### Frères mineurs
« Si mes frères ont reçu le nom de petits (mineurs), c’est pour qu’ils n’aspirent pas à devenir grands, leur vocation est de rester en bas et de suivre les traces de l’humilité du Christ. » (2 C 148) À l’époque, le mot minores a une signification sociale (le petit peuple). Aussi l’humilité requise a également une dimension sociale : aucun pouvoir de domination des frères entre eux et dans la société. Dans la première Règle, on demande aux frères qui travaillent chez autrui de ne pas accepter un emploi qui leur donnerait puissance sur les autres hommes et les assimilerait à la classe dirigeante et dominante : trésorier, chancelier, intendant… Et on ajoute : « [Chacun] se fera petit et soumis à tous ceux qui habitent la même maison.qui (1 Reg 7,1-2)

##### Obéissance à l’Église

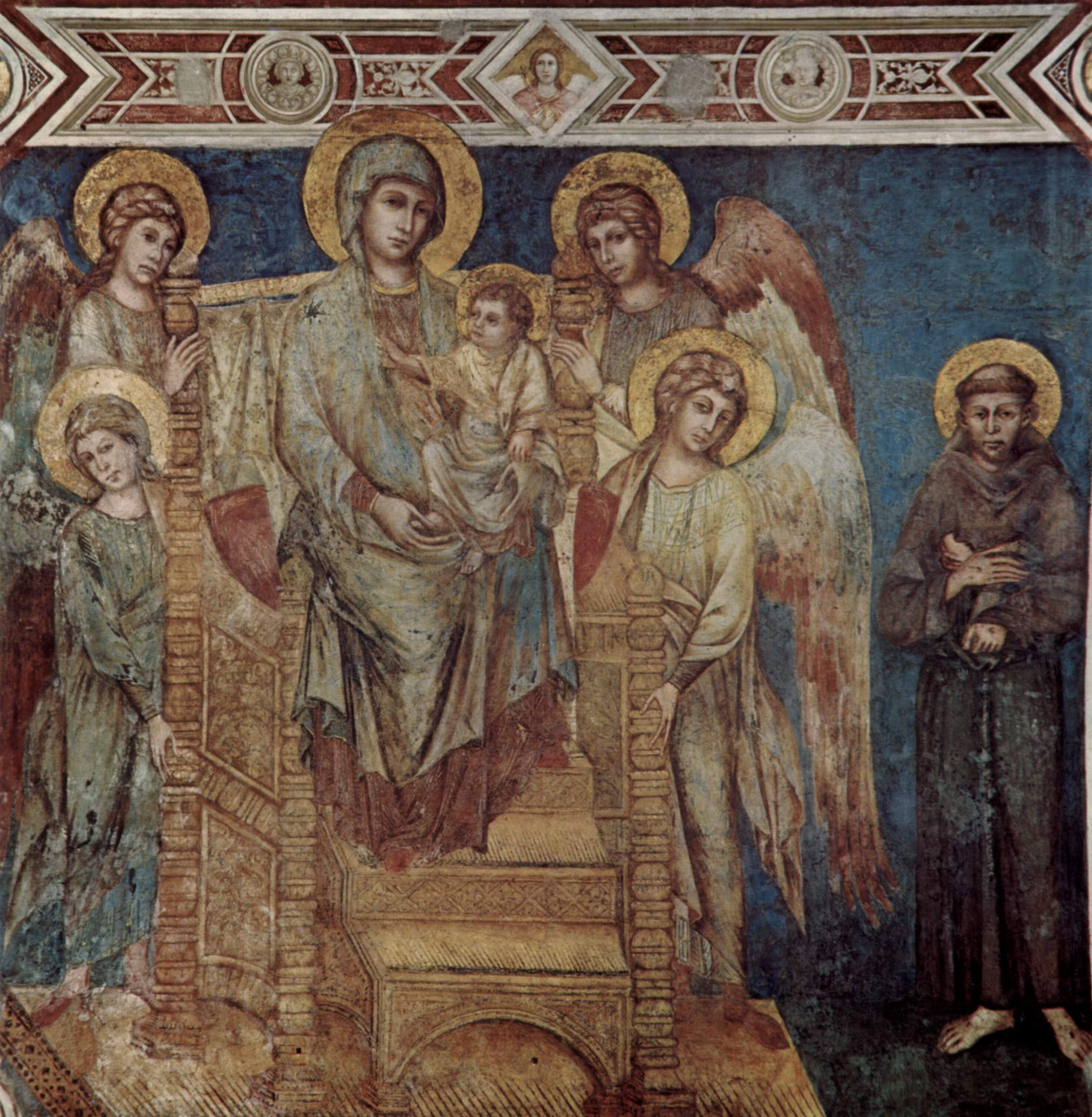
Cimabue : saint François à côté de la Vierge à l'Enfant.

Ce n’est pas seulement dans la société civile que les frères veulent être des « mineurs », mais également au cœur de l’Église. C’est précisément cette obéissance toute filiale à l’Église qui les distingue des sectes de l’époque. François n’avait pas le monopole de l’idée d’un retour à l’Évangile (avec ce que cela impliquait : pauvreté, fraternité, mission). D’autres l’ont eue avant lui. Mais lui ne s’érige pas en censeur de l’Église. Il en voit les abus et en souffre, mais lui et ses compagnons ne se prennent pas pour des « purs » ou des « authentiques ». En fait, ils n’en ont même pas l’idée. Rien dans les écrits de François d'Assise n’exprime une attitude de juge face à l’Église, aucune contestation, mais bien un très grand respect de l’Institution et une volonté clairement exprimée de soumission filiale.
D'autres caractéristiques :

###### La joie
Joie d’imiter le Christ (Cf. 2 C 17) ; la joie est la meilleure défense contre le démon (2 C 125) ; l’enseignement à frère Léon sur la joie parfaite (Fior 8) ; la joie du bien que le Seigneur opère dans les autres ; et surtout la joie paisible de ceux qui se savent « fils du Très-Haut » ; du devoir enfin d’être joyeux en communauté : « Que les frères aient bien soin de ne pas affecter un air sombre, une tristesse hypocrite ; mais qu’ils se montrent joyeux dans le Seigneur, gais, aimables et gracieux comme il convient. » (cf. 1 Reg 7,16 ; et aussi 2 C 128)

###### L’esprit universel
C’est un peu la synthèse de tous les points précédents. La fraternité s’étend finalement à toute la Création, et pas seulement aux pauvres. Cf. Mc 16,15 : « Allez dans le monde entier. Proclamez la Bonne Nouvelle à toute la Création. » Cf. aussi deux des épisodes les plus célèbres de la vie de François d'Assise : le Cantique des Créatures et la conversion du loup de Gubbio (Fior 21). Dans la Bible il y a déjà le Cantique des Trois Enfants (Dn 3) : toute la Création est invitée à louer Dieu. François prend l’auteur sacré au pied de la lettre. Quand il achève ce Cantique tout à la fin de sa vie, il s’adresse aux créatures en les nommant frères, sœurs. Il fraternise avec toute la Création, œuvre du même Créateur. Toute sa vie et son enseignement ne visent qu’à adhérer au Christ et à entraîner toute la Création dans cette adhésion. C'est le sens entier du mot "catholique" qui signifie universel. L'Église, dans la liturgie, a nommé Saint François "vir catholicus" : l'homme catholique, c'est-à-dire universel.

### Le Moyen Âge franciscain

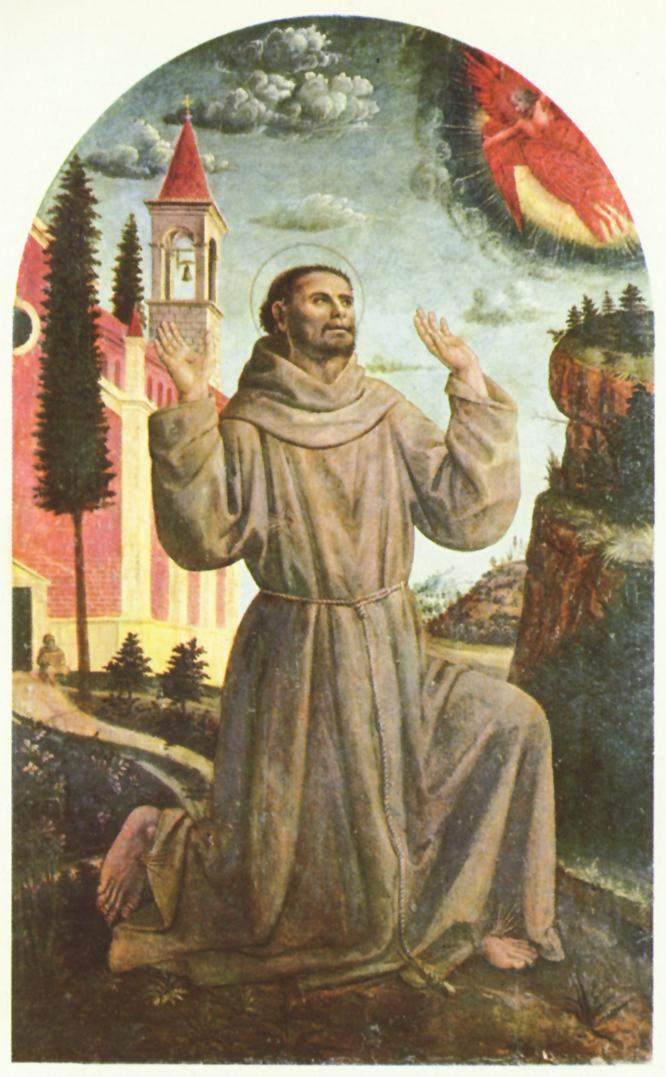
Vincenzo Foppa : saint François reçoit les stigmates.

Très vite apparaissent des difficultés internes à l’organisation de l’Ordre. Partis à une douzaine en 1209 pour faire approuver à Rome leur mode de vie, les frères se retrouvent à 5000 en 1220. Et l’« Ordre des frères mineurs » s’étend vite et loin : en 1217 des provinces sont fondées en Allemagne, Espagne, France, Hongrie, Syrie ; en 1224, en Angleterre. Dès la mort du fondateur, les difficultés qui avaient surgi de son vivant sur l’observance de la Règle (la deuxième Règle des Frères Mineurs, approuvée par le pape en 1223) prennent plus d’importance, surtout en ce qui concerne la pauvreté. Les supérieurs prennent des décisions, contestées par les compagnons de la première heure, et le pape intervient : la bulle Quo elongati (1230) est un premier essai de solution, mais c’est aussi la première brèche ouverte dans l’idéal de la pauvreté.
À ce stade, il existe deux tendances dans l’Ordre : une première, composée des premiers compagnons de François et de leurs disciples, refuse toute interprétation de la Règle.On les appelle les zelanti. L’autre tendance est prête à accepter les interprétations de la Règle dans une fidélité dynamique à l’idéal primitif. C’est la majorité de l’Ordre. La première tendance opte résolument pour la vie dans de petits ermitages, la seconde est favorable à de grandes communautés — ainsi on appellera ces frères la Communauté.
D’autres problèmes surgissent, à cause de l’extension de l’ordre et de situations nouvelles non prévues par la Règle ni la bulle. Les tendances se durcissent, et les zelanti s’organisent (surtout en Provence et Toscane) jusqu’à former un parti, le parti des Spirituels. Ce qui définit les Spirituels, c’est que non seulement ils refusent toute interprétation de la Règle, mais ils dénient même au pape tout pouvoir de le faire. Ils accordent plus de prix à la pauvreté qu’à l’obéissance, et même à la charité. La Communauté accepte la vie de clercs étudiants et prêcheurs de doctrine, là où les Spirituels veulent garder l’idéal d’une fraternité de religieux et mendiants. Depuis 1220 il y a une entrée en masse de clercs dans l’Ordre. Le chapitre de 1239, qui met fin à la gouvernance de l'ordre par Élie de Cortone en tant que ministre général, voit le triomphe du parti des clercs.

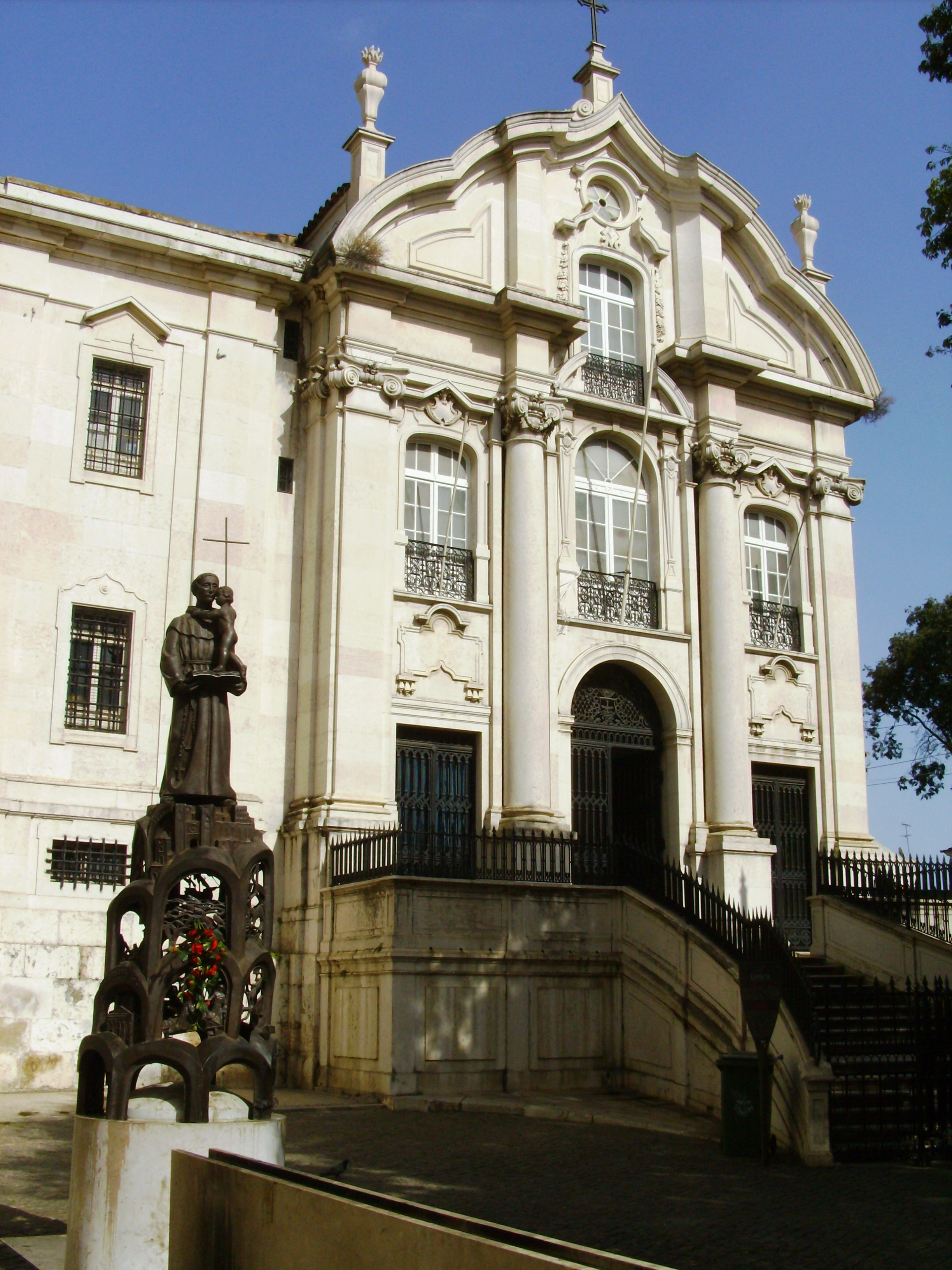
L'église Saint-Antoine à Lisbonne, où est né Antoine de Padoue, qui conseilla le Pape Grégoire IX.

Dès l'époque de Jean Parenti, premier ministre général après François d'Assise, de 1227 à 1232, les franciscains exercent une influence profonde sur les lettrés des universités qui se sont multipliées lors de la Renaissance du XIIe siècle . Ainsi, le maître Vincent de Coventry et son frère, le maître Adam d'Exter et le maître Guillaume d'York, le frère Adam de March, à Worcester, le frère Jean de Reading (en), abbé d'Osney (en), le maître Richard Rufus, connu à Oxford et Paris, ou encore des chevaliers comme sir Richard Gobion, Giles de Merc, don Tomas et sir Henry de Walepole entrent dans l'ordre . L'ordre bénéficie ainsi de la présence de juristes et théologiens accomplis, dont les Italiens Pierre de Catane, Crescenzio Grizi da Jesi, Rizzerio di Muccia, Luc de Titonto, Jean Parenti, les Anglais Haymon de Faversham, Adam Marsh (en) et Alexandre de Halès, les Français Jean de La Rochelle, Guibert de Tournai, Eudes Rigaud, archevêque de Rouen de 1248 à 1275, ou le Portugais Antoine de Padoue. Tous joueront un rôle décisif dans l'élaboration de la doctrine franciscaine, et notamment dans leur théorisation de la pauvreté et de l'économie. Parmi eux, se détachent en particulier Jean de Parme et le Languedocien Pierre de Jean Olivi. Par la suite, l'ordre accueillera des noms demeurés célèbres jusqu'à aujourd'hui, tels Bonaventure de Bagnorea, Antoine de Padoue, et de grands représentants de la philosophie médiévale tels que John Duns Scot, Guillaume d'Occam, et Roger Bacon, souvent crédité d'avoir participé à l'élaboration de la nouvelle méthode scientifique.
La première Exposition sur la règle des Frères mineurs est rédigée en 1241 par quatre maîtres de l'Université de Paris, Alexandre de Halès, Jean de la Rochelle, Eudes Rigaud et le Flamand Robert de La Bassée . Les polémiques au sujet de la pauvreté franciscaine commencent alors, certains s'inquiétant de l'attraction provoquée par l'ordre chez les élites , poussant le mouvement à se défendre entre 1250 et 1270, en particulier à travers les écrits de Bonaventure de Bagnorea, Hugues de Digne, Jean Peckham et Thomas d'York .
En 1257, Bonaventure de Bagnorea devient le ministre général, succédant à Jean de Parme, contraint de se retirer après avoir été accusé de joachimisme (il sera finalement acquitté puis béatifié en 1777). Maître à l’Université de Paris, Bonaventure se place dans le rang des modérés. Cependant, n’ayant pas connu François d'Assise, il laisse de côté une bonne partie de l’idéal non-conformiste de celui-ci. Il appuie la « cléricalisation » en alignant l’Ordre sur les usages monastiques traditionnels (ce que François a toujours refusé, cf. LP 114 [réf. à confirmer]), par les Constitutions de Narbonne (1260), commentaire de la Règle.

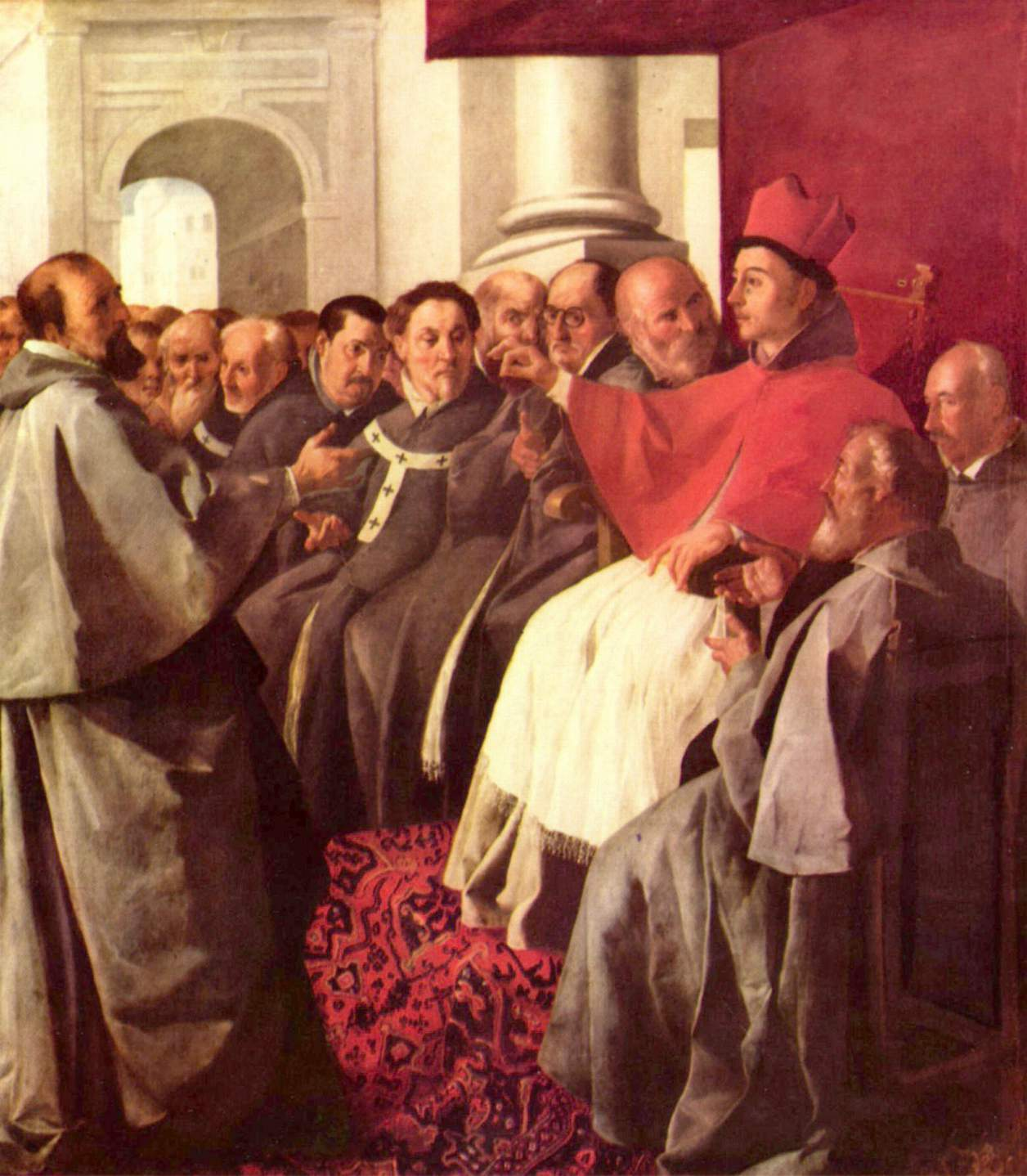
Francisco de Zurbarán : saint Bonaventure reçoit les envoyés de l'empereur romain d'Orient au deuxième concile de Lyon(1274).

Une autre réalité, c’est la lutte du clergé séculier contre les Ordres mendiants. Le clergé séculier prend ombrage des privilèges[Lesquels ?] dont ces derniers jouissent, ainsi que de l’influence grandissante qu’ils exercent sur les fidèles. De plus, du fait que les frères mineurs deviennent un ordo studens, des rivalités surgissent entre eux et les frères prêcheurs.
Malgré ces difficultés, l’Ordre ne cesse de s’étendre : Pays-Bas (1228), Dalmatie (1235), Pologne (1237), Albanie et Monténégro (1240), Scandinavie (avant 1250)… sans parler des fondations purement missionnaires en Perse, Chaldée, Inde, Chine, Guinée… On trouve des franciscains, dans les cours, à la ville, à la campagne, sur les routes de Chine et dans les caravelles vers le « Nouveau Monde ». En 1316 on compte plus de 1 400 couvents et 35 000 religieux[réf. nécessaire].
Enfin, il y a l’apport considérable de l’Ordre à la liturgie. Aymon de Faversham, ministre général de 1239 à 1244, compile des livres liturgiques qui seront utilisés par la liturgie romaine jusqu’à la réforme de Vatican II, sept siècles plus tard (1965). Jean de Parme, ministre général de 1247 à 1257 fixe les rites de la messe.
À la fin du XIIIe siècle, l’Ordre, réorganisé, apparaît comme le corps religieux le plus imposant de la chrétienté. Le Saint-Siège y puise en abondance pour pourvoir l’Église en cardinaux, évêques, légats, pénitenciers, et même inquisiteurs. Les tensions entre Spirituels et la Communauté persistent, ces derniers intentant des procédures contre les premiers. Les Spirituels perdent la bataille lorsque le pape Jean XXII condamne définitivement leur mouvement en 1317. À la fin de ce même siècle, un nouveau courant réformiste voit le jour, qui prône le retour à l'observance primitive de la Règle de Saint François. Ceci déclenche à nouveau une querelle entre la majorité de l’Ordre (les Conventuels) et ceux qu’on va bientôt appeler les Observant. Ce mouvement dit de l’Observance s’affirme, s’étend et s’impose, sous l’impulsion de religieux comme Colette de Corbie (1381-1447) et Bernardin de Sienne (1380-1444).

### Les temps modernes et notre époque
En 1517, Léon X, par la bulle Ite et vos, unit sous le nom de « Frères mineurs de la régulière observance de S. François » tous les réformés, et sépare les Conventuels des Observants, tout en retirant aux Conventuels la juridiction générale de l’Ordre et en la confiant au ministre général de l’Observance.
Le pape Pie V, dominicain, donne définitivement à l'Église le bréviaire franciscain (1568), puis le missel franciscain (1570). On doit aussi aux frères mineurs la fête de la Visitation, la crèche de Noël (l’idée vient de François d'Assise, trois ans avant sa mort !), l’Angélus, le Stabat Mater...

#### Les Observants

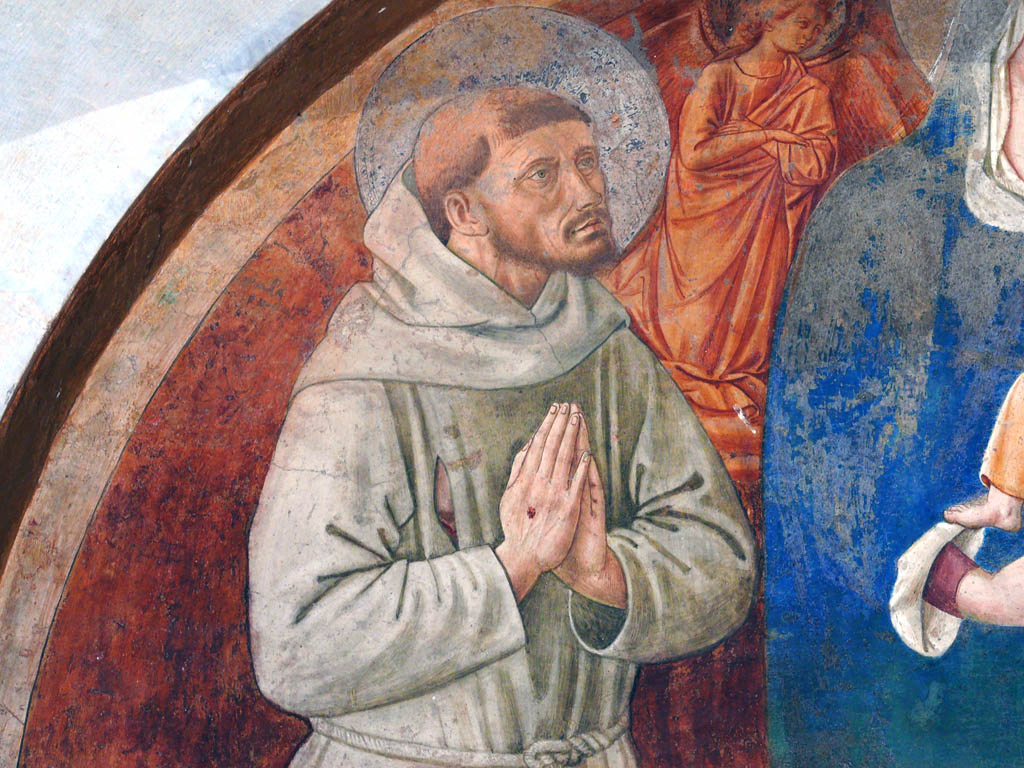
Fresque du couvent de Montefalco.

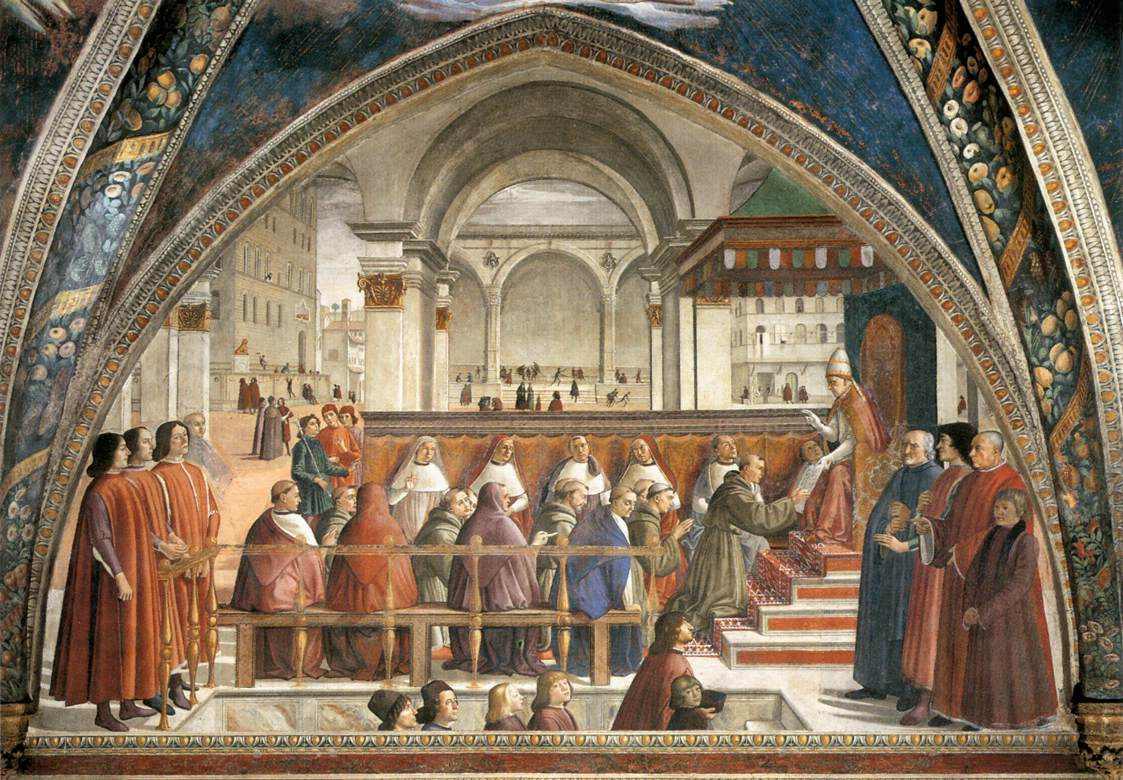
Florence, Santa Trinita, Chapelle Sassetti : confirmation de la règle franciscaine.

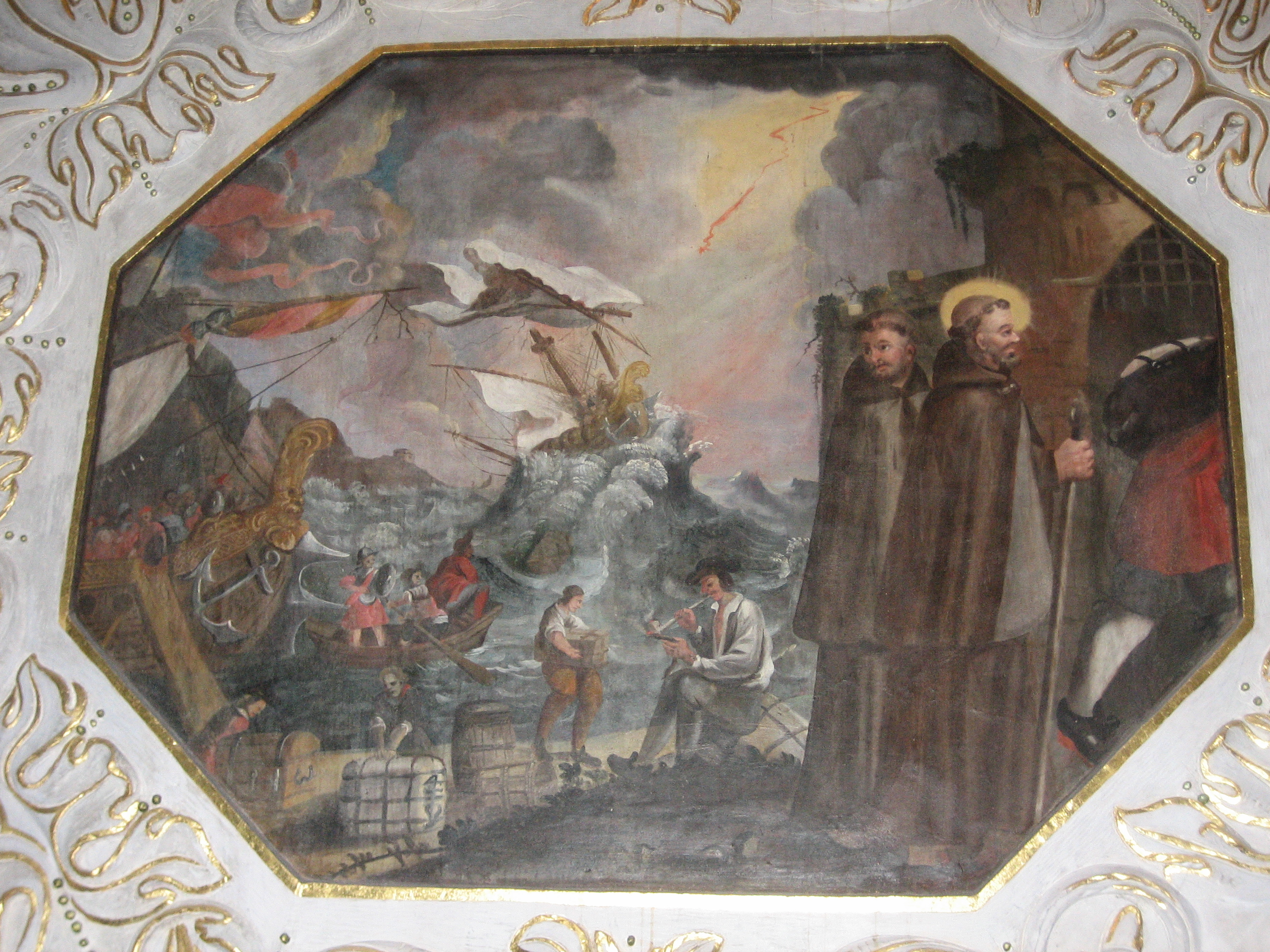
Saint François aborde la côte dalmate, (monastère franciscain de Zagreb)

La bulle Ite et vos de 1517 assure théoriquement l’unité de l’Ordre. Mais la soumission du ministre général des Conventuels à celui des Observants devient rapidement caduque, et les Conventuels se conduisent comme un Ordre autonome. Par ailleurs, beaucoup de mouvements franciscains réformés supportent mal d’être réunis aux Observants, perdant ainsi leur esprit, leurs usages, leur indépendance. Parmi ces réformés, certains insistent pour former des couvents de récollection (ce que la bulle permettait explicitement). Et cela conduit à de nouveaux mouvements de réforme.
L’Observance se diversifie donc en plusieurs groupes, obtenant des « vicaires généraux » pour leur assurer une certaine autonomie et les représenter aux chapitres généraux de l'Observance. Les principaux sont :
- les Réformés (fondés en 1532 en Italie ; ils se propageront en Autriche, Bavière et Pologne),

- les Alcantarins (Espagne, 1480 ; ils se propageront un peu en Italie, puis en Amérique latine)

- les Récollets (France, 1570 ; ils se répandront en Allemagne, Pays-Bas, Belgique, Portugal, Autriche, Italie). Ces trois groupes visent à une application très rigoureuse de la Règle, notamment en ce qui concerne la pauvreté, et ajoutent des prescriptions comme l’oraison obligatoire.

Bien qu’ayant des constitutions particulières, tous ces groupes obéissent au ministre général de l’Observance. À la fin du XVIIIe siècle, l’Observance compte plus de 77 000 membres[réf. nécessaire].
En 1897, par la bulle Felicitate quadam, Léon XIII supprime les dénominations d’Alcantarins, Riformati… et réunit toutes les congrégations de l’Observance sous le nom de l’Ordre des Frères Mineurs, OFM (dits « franciscains » en France).

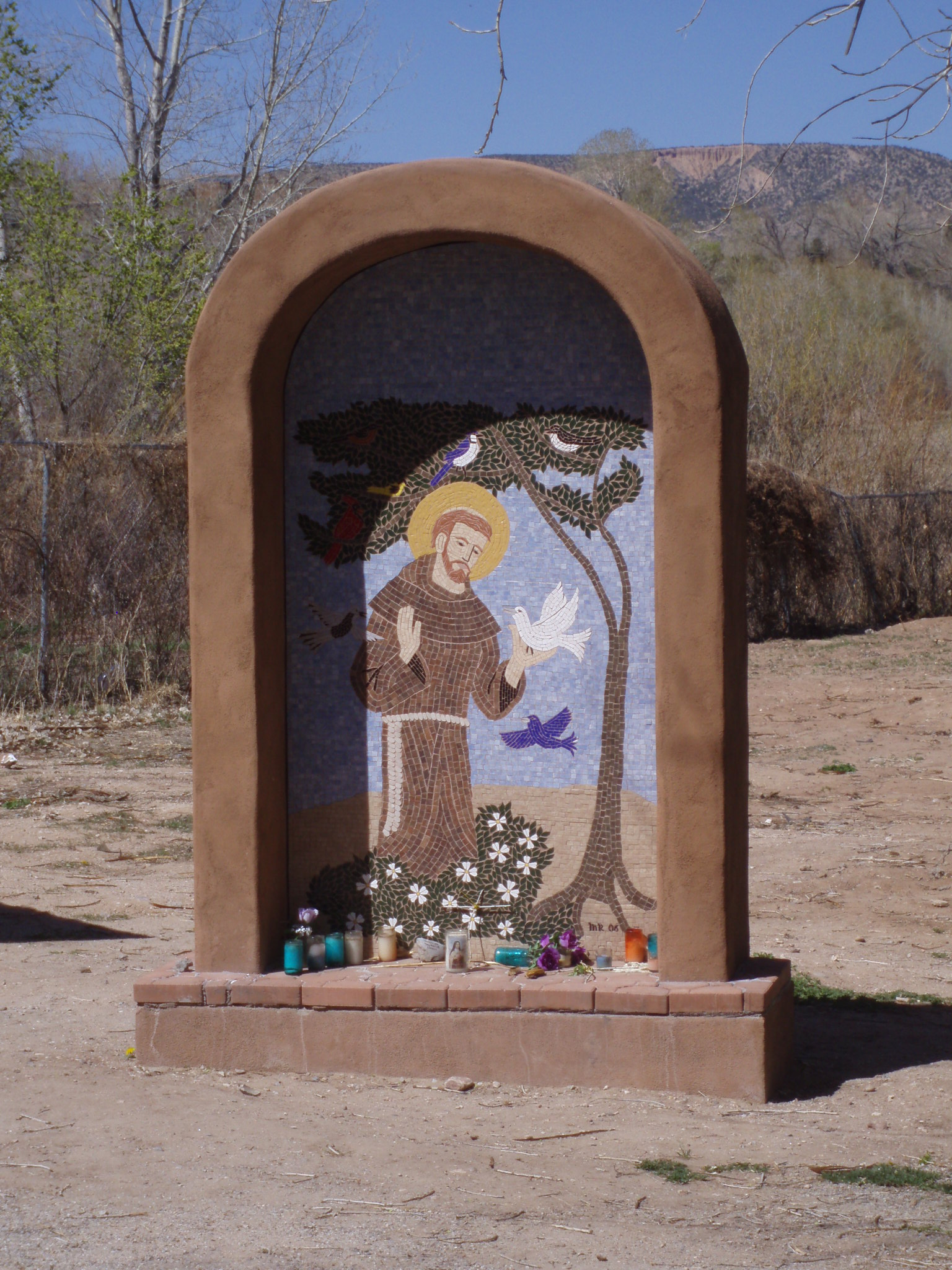
Mission franciscaine à Chimayo.

Des centres d’études sont fondés à Rome (1625 et 1884), Anvers (1768), Jérusalem (1925), et plus récemment aux États-Unis à New York, en Espagne, en Colombie, en Allemagne.
Les missions de l’Ordre ont surtout fleuri en Amérique latine, grâce à l’appui des rois d’Espagne et du Portugal ; les Récollets ont été appelés au Canada (1619 et 1679) ; c’est un observant, qui fonda la ville de San Francisco en hommage au fondateur de l'ordre; et un autre, le bienheureux Junipero Serra qui au XVIIIe siècle, organisa les missions de Californie (alors espagnole), devenues depuis les principales villes de la côte ouest des États-Unis. Les observants sont allés au Japon, au Tonkin, en Chine. Parmi les six premiers évêques chinois sacrés par Pie XI (1926), quatre étaient Franciscains.
En 1955, l’Ordre comptait 2486 couvents et 26061 religieux[réf. nécessaire].

#### Les Conventuels
Ils sont historiquement la continuité de l’ancienne Communauté organisée par saint Bonaventure.
Quand le pape Léon X publie la bulle Ite et vos (1517), il n'envisageait la survivance de la Conventualité que comme une tolérance provisoire, pensant qu’elle serait plus tard supprimée, quand la plupart des Conventuels auraient embrassé la réforme. Avec la bulle il les réorganise et les encourage le plus possible à la réforme. Pie V projette même (1568) de les réunir avec les Observants, mais une vive opposition le fait renoncer à ce projet. Mais Sixte V (élu en 1585), ancien général des Conventuels, travaille à la réforme intérieure de l’Ordre. En fin de compte, les Conventuels se stabilisent et se réforment, sans entrer toutefois dans des réformes continues et des diversifications comme les Observants. Eux aussi subissent le contre-coup de la Révolution française. Disparus de France à la fin du XVIIIe siècle, ils ne parviendront pas à s’y réimplanter, dès le XIXe siècle comme les Observants et les capucins. Cependant, ils sont à nouveau présents depuis la seconde moitié du vingtième siècle d'abord à Narbonne, Tarbes, Cholet, Lourdes puis à Bruxelles qui est rattaché à la province de France.
Ils sont connus aujourd’hui sous le nom d’Ordre des Frères Mineurs Conventuels (OFM. Conv.).
Leur influence intellectuelle se signale par la fondation de huit facultés de théologie du XVIe au XIXe siècle.
Les conventuels ont tenu un bon rang dans la piété populaire. Leur influence dans les préservations contre les hérésies fut grande, jusqu’à notre époque avec la "Milice de Marie Immaculée" fondée en 1917 par Maximilien Kolbe en Pologne.
En 1953 on trouvait des missionnaires conventuels en Afrique, Chine, Japon, Indonésie, Turquie, Grèce, Roumanie, Bulgarie, Danemark et dans cinq pays d’Amérique latine.
Ce sont eux qui gèrent la basilique Saint-François d'Assise à Assise (traité de Latran 1929).
En 1954, l’Ordre comptait 3650 membres, et 512 maisons. Ils sont revenus en France en 1949 où ils ont quatre maisons.

#### Les Capucins

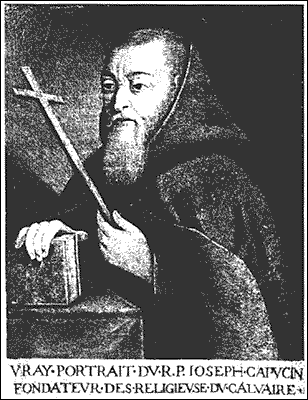
Le Père Joseph du Tremblay, fameuse éminence grise.

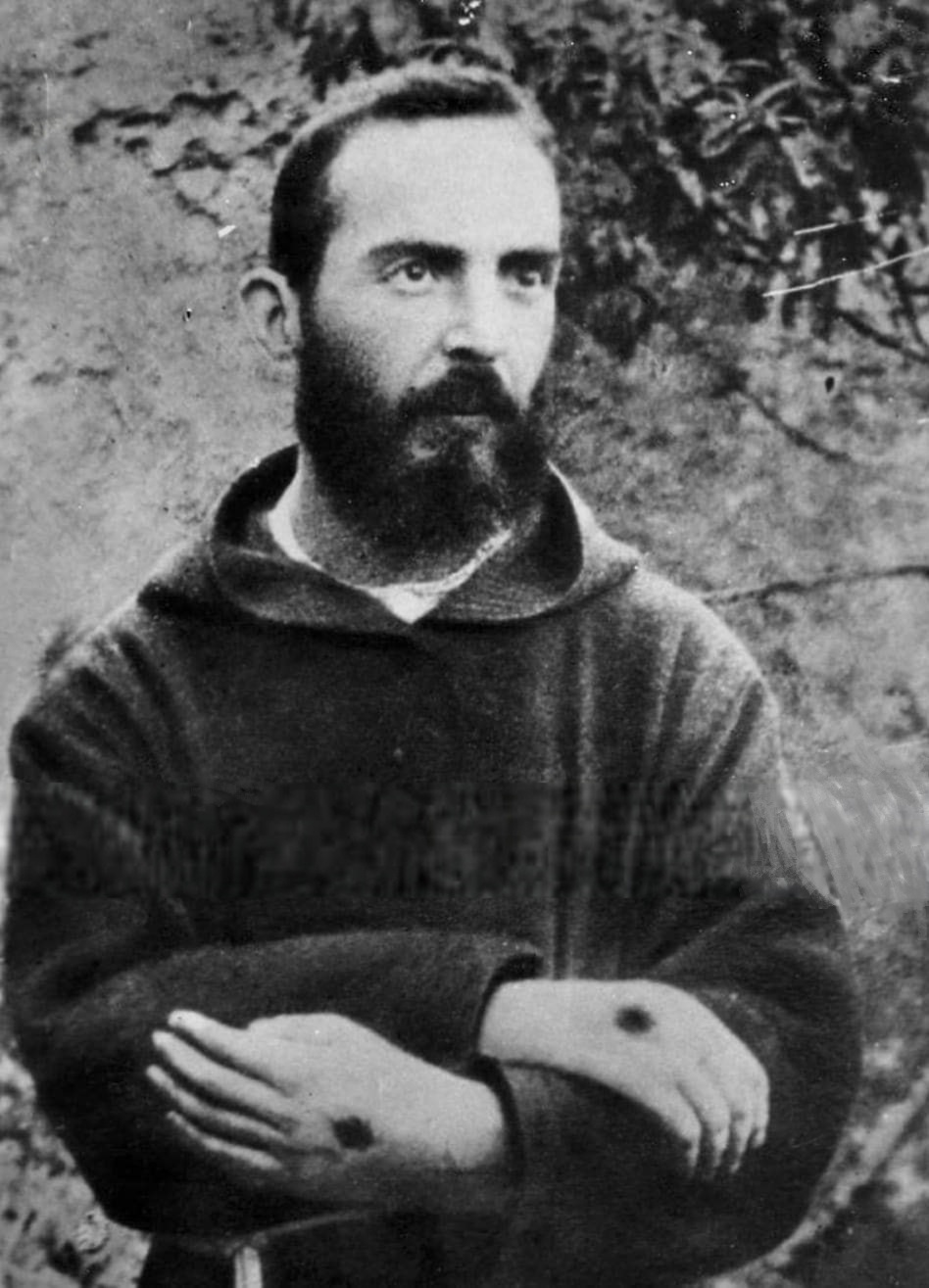
Padre Pio jeune.

Revenons encore une fois en 1517. Certains trouvent que les formes de vie présentes (la Conventualité, héritée de saint Bonaventure, et l'Observance, héritée de saint Bernardin - qui est loin bien sûr d'en être l'unique auteur mais qui en est le principal représentant) s'écartent de celle adoptée par François d'Assise et ses premiers compagnons. Ils veulent revenir aux origines, sur trois points notamment : abandon des grands couvents urbains pour de petits ermitages, suppression des études théologiques, transformation de l'habit imposé par Bonaventure de Bagnoregio. En 1525, Mathieu de Baschi, jeune observant, obtient du pape l'autorisation de réaliser ce programme. Les émules affluent.
Les premiers Capucins (appelés ainsi à cause du capuce long et pointu qu'ils portaient à l'exemple de Mathieu de Basci) sont à la fois ermites, mendiants et prédicateurs populaires. Malmenés par les Observants à cause de leurs idées séparatistes, ils demandent au pape à être soustraits de leur juridiction : Clément VII, par la bulle Zelus religionis (1528) accède à cette requête mais les soumet au général des Conventuels et met quelques entraves au recrutement : interdiction de recevoir des Observants et de fonder hors d'Italie. Malgré cela l'Ordre se développe et les Capucins se font connaître et apprécier largement au concile de Trente (1545-1563). L'Ordre reste encore victime de bien des attaques des autres Mineurs et Paul V doit déclarer que les Capucins sont d'authentiques fils de Saint François d'Assise (1608). Puis le même pape finit par leur donner leur indépendance complète (1619, presque un siècle après la bulle Zelus religionis). Ils ont désormais leur propre ministre général, égal en droits à ceux des autres frères mineurs.
En France l'expansion des capucins est prodigieuse ; en 1761 ils comptent au total 1 730 couvents et 34 029 religieux. Avec la Révolution française il n'y aura pratiquement plus un seul couvent de Capucins en France. Ils s'y réinstalleront peu à peu.
Ils sont toujours désignés aujourd'hui sous le nom d'Ordre des Frères Mineurs Capucins (OFM Cap.).
La première orientation des missionnaires capucins a été le monde méditerranéen et oriental (Égypte, Grèce, Levant) puis l'opposition au protestantisme. Les Capucins sont allés au Brésil (1612), au Canada (1632), aux Antilles (1636), au Sénégal (1637), en Éthiopie (1638), au Dahomey (actuellement le Bénin) (1643), au Congo (1645), à Saint-Domingue (1659), en Inde (Pondichéry 1632, Madras 1642, Lhassa 1707)...
La prédication et l'organisation des missions paroissiales a toujours été et reste la grande activité des capucins. Moins connu est leur rôle dans la lutte contre certains fléaux : nombreuses léproseries missionnaires, organisation de lutte contre les incendies à Paris, contribution aux soins des pestiférés.
Les capucins ont abandonné petit à petit les privilèges qui avaient motivé leur sécession : ils ont repris[Quand ?] la vie communautaire, les bibliothèques et les études théologiques, ils forment des prêtres et même des érudits.
En 1955, l'Ordre comptait 1 136 couvents et 14 839 religieux[réf. nécessaire]. Deux capucins furent célèbres à notre époque : le Padre Pio et l'abbé Pierre.

#### Aujourd'hui
Aujourd’hui, le concile Vatican II fait aux trois ordres l'obligation de s'adapter, aussi bien dans leur vie privée ou collective que dans leurs apostolats multiples. Depuis 1967, des chapitres spéciaux ont rénové les constitutions propres à chaque Ordre. L'orientation de base de ce renouvellement est la recherche d’une vie de fraternité, au lieu de la « monasticisation » traditionnelle, mais peu fidèle aux origines de 1209-1220. franciscains, et capucins surtout, tendent à renoncer aux grands couvents, pour vivre mêlés au monde en petits groupes.
Dans le même temps, certains franciscains souhaitent revenir aux sources primitives comme les Frères franciscains de l'Immaculée (350 frères et 300 sœurs (it)) ou bien la Communauté des Frères Franciscains du Renouveau.
D'autres souhaitent conserver la règle de manière stricte comme les Frères Mineurs Renouvelés (it) ou bien la Communauté capucine d’observance traditionnelle. Cette dernière communauté n'est pas reconnue par Rome.
Notons aussi qu'en sept siècles, la famille de François d'Assise a donné à l'Église 2 500 évêques, 90 cardinaux et 5 papes.
Les frères de saint François (mineurs, conventuels et capucins) forment actuellement la famille de religieux la plus importante au sein de l'Église catholique quant au nombre de frères. Aucune autre famille religieuse n'a autant de membres[réf. nécessaire].

## Le second ordre: les pauvres dames

### Sainte Claire et les débuts de l'ordre

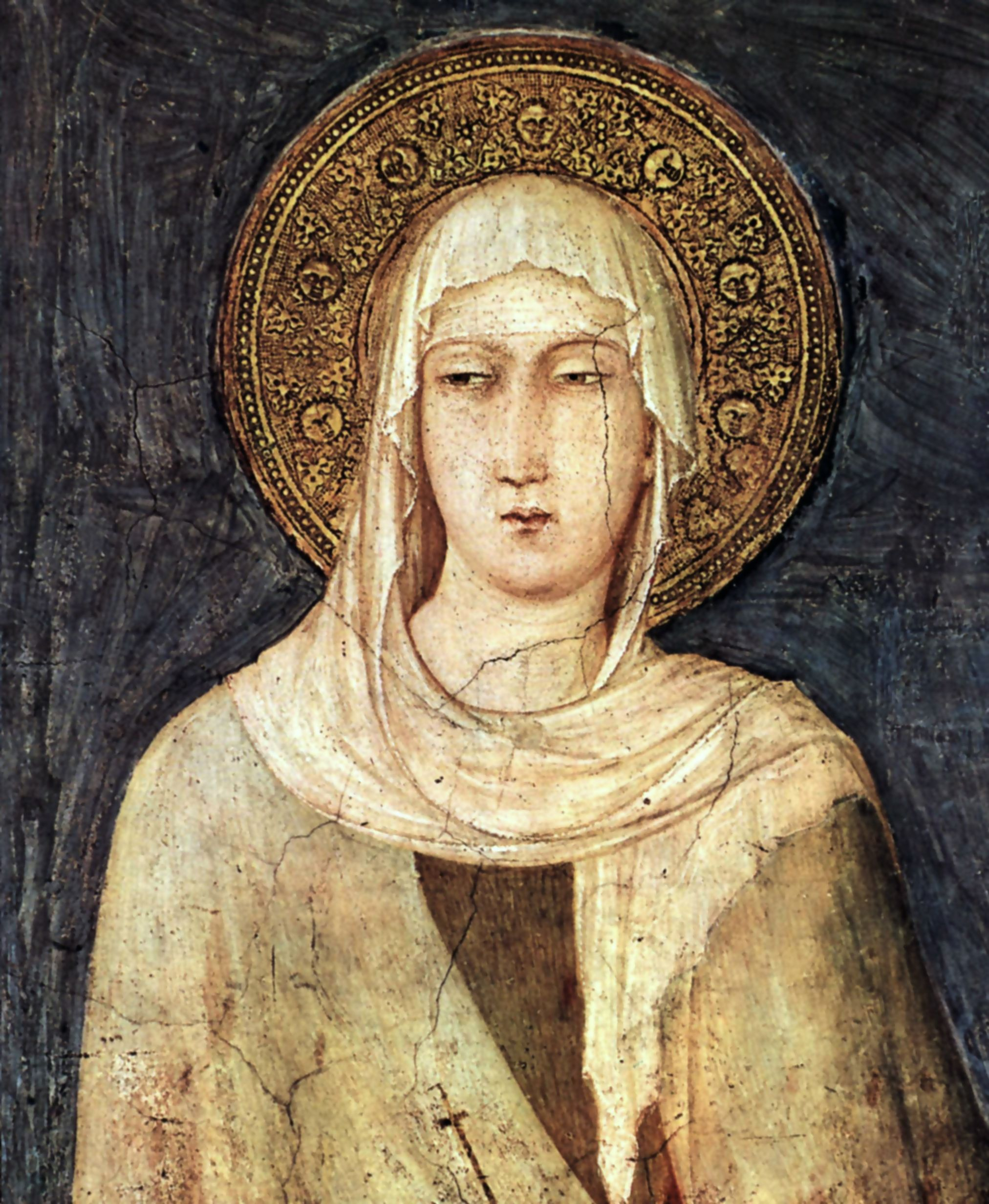
Simone Martini : sainte Claire d'Assise.

Claire Offreduccio di Favarone est née à Assise en 1193, dans une famille noble, ce qui la rapproche peu de saint François. Ses parents veulent la marier à deux reprises, mais elle refuse. Touchée par la conversion de François, elle parvient à le voir plusieurs fois en cachette. Le soir du dimanche des Rameaux 1212, Claire quitte en secret le château familial et rejoint François et les frères à la Portioncule, et entre en religion. C’est à ce moment qu’on fixe le début de l’Ordre des Pauvres Dames. Le choix de Claire est très mal vécu par sa famille. Pourtant, quinze jours plus tard, sa sœur Agnès la rejoint.
François les établit à l’église Saint-Damien et leur écrit une “Forme de Vie” très courte (huit lignes !) où il leur donne comme consigne « d’adopter une vie conforme à la perfection du saint Évangile » (la pauvreté en fait partie), et leur promet son assistance spirituelle et celle des frères. Dans ses tout derniers jours, François écrit aux sœurs : « Moi le petit frère François, je veux imiter la vie et la pauvreté de notre très haut Seigneur Jésus-Christ et de se très sainte Mère, et j’y veux persévérer jusqu’à la fin. Vous aussi, mes Dames, je vous prie et conseille de vivre toujours de cette très sainte vie et pauvreté. [...] » (Claire a inséré ces deux passages dans sa Règle.)
L’Ordre se développe rapidement, sous l’influence des frères mineurs et par la cession de plusieurs abbayes bénédictines.

### Caractéristiques de l'ordre à ses débuts

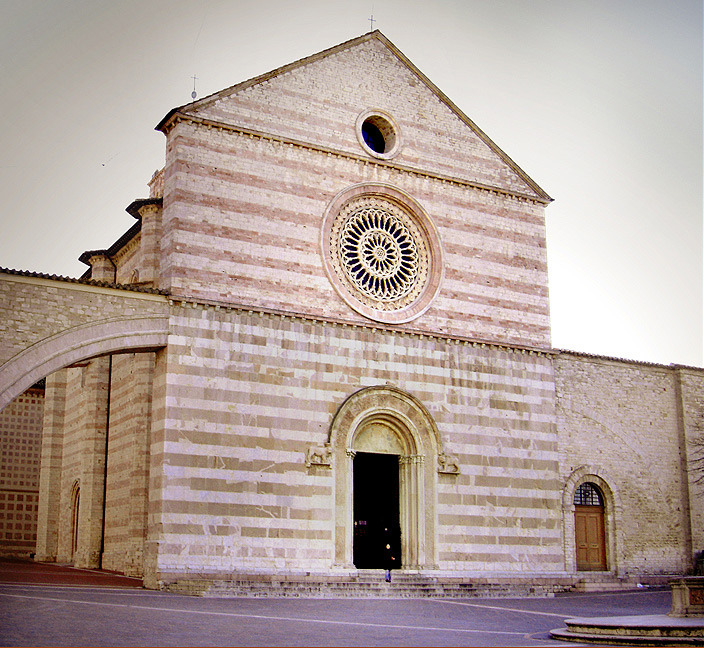
La basilique Sainte-Claire à Assise.

En vérité, c’est la même inspiration qui guide sainte Claire et saint François.. Ainsi Claire et ses sœurs partagent vraiment l’idéal évangélique de François, elles sont prêtes à suivre la même voie : pauvreté, fraternité, humilité, obéissance à l’Église.
Les sœurs le vivent différemment des frères. En effet, Claire a senti qu’elle et François avaient à réaliser le même idéal, sous des formes différentes et complémentaires. À François et à ses frères, il appartient de vivre cet idéal sur les routes en annonçant la Bonne Nouvelle, tandis qu’il est réservé à Claire et à ses sœurs d’en faire l’expérience, comme la Vierge Marie, dans l’accueil et le silence de la prière.
Aussi les sœurs demeurent dans une grande pauvreté et cloîtrées. Elles vivent du travail et des aumônes apportées par les gens de la région ou par les frères. Certains frères mineurs sont chargés de faire l’aumône pour elles, puisqu’elles ne peuvent pas sortir de la clôture (excepté quelques sœurs).
Claire est aussi très soucieuse de la filiation spirituelle de l’Ordre des Pauvres Dames à celui des Frères Mineurs. Elle promet de plus, pour elle et ses sœurs, obéissance à François et à ses successeurs. Ses écrits témoignent bien de cette détermination d’obéir au pape (d’abord) et à François et ses successeurs ensuite.

### Du Moyen Âge à nos jours

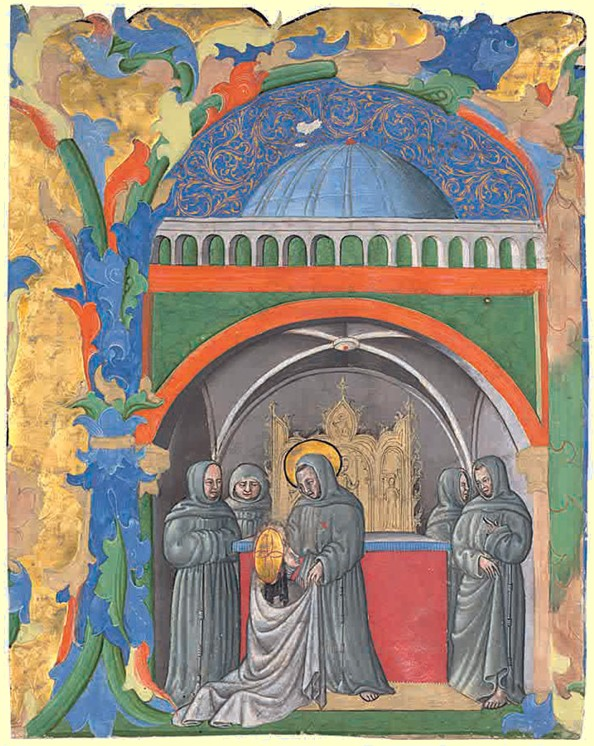
Sainte Claire reçue dans l'ordre des pauvres dames par saint François (enluminure).

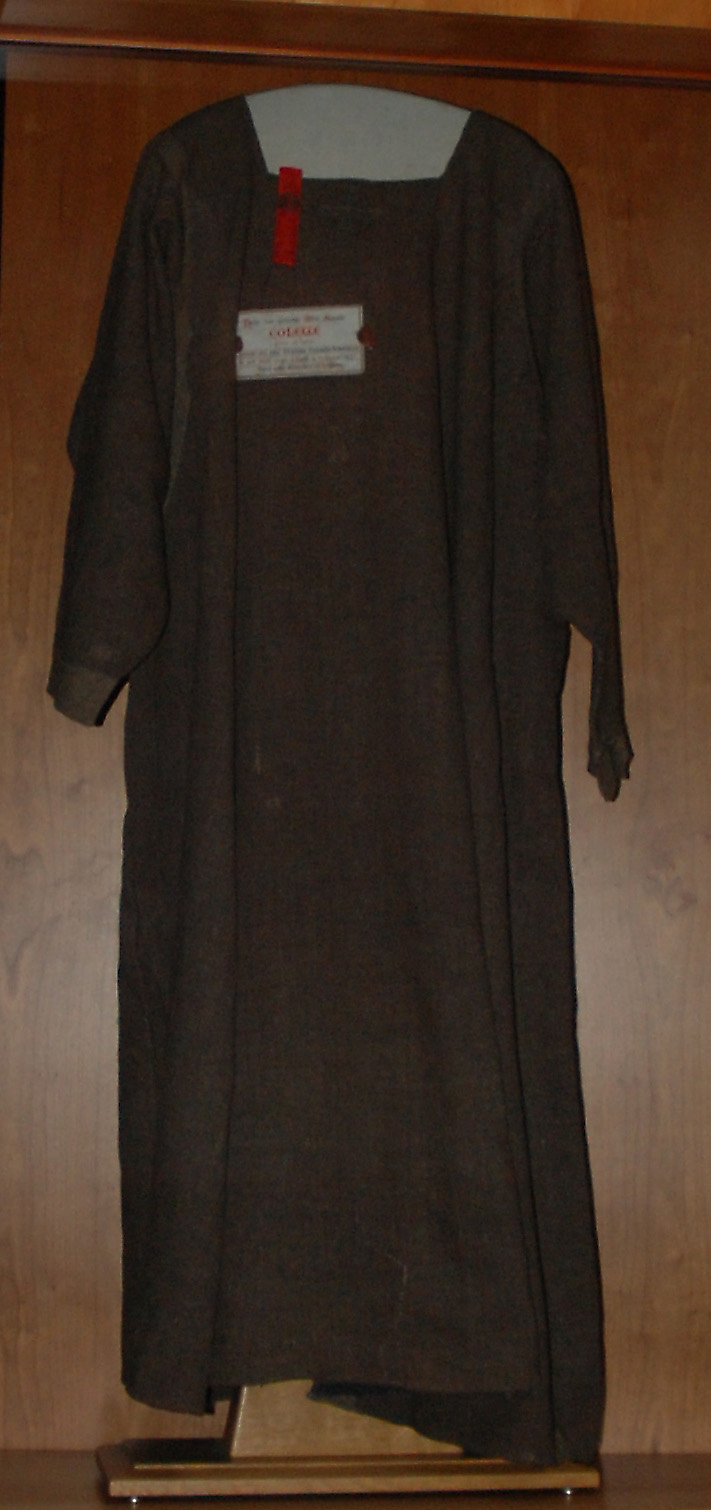
Tunique de sainte Colette de Corbie.

L’expansion de l’Ordre est donc rapide, en France également. Sainte Claire d'Assise vit bien des difficultés. En 1215, le concile Latran IV interdit la rédaction de nouvelles règles de vie religieuse. Claire se voit imposer d’adopter la règle de saint Benoît, et François doit insister pour qu’elle prenne le titre d’abbesse (elle refusait par humilité). Innocent III lui accorde en 1216 le "privilège de pauvreté" (c.-à-d. le droit de vivre pauvre, sans propriétés légales et sans revenus) qu’elle demandait.
En 1218, le cardinal Hugolin écrit lui-même des constitutions pour les Pauvres Dames : il insiste beaucoup sur les observations strictes, pour les clôtures, le silence, le jeûne et la mortification ; rien n’est dit sur la pauvreté évangélique et l’appartenance à la famille de François. Claire et le monastère Saint-Damien restent fidèles à la Forme de Vie de François, malgré les pressions officielles. Les monastères où l’influence de Claire est plus directe font de même.
Hugolin, devenu le pape Grégoire IX, réalise un des plus grands désirs de Claire en confirmant l’assistance spirituelle du deuxième Ordre par le premier (1227). En 1228 il essaie d’amener Claire à renoncer au privilège de pauvreté. La sainteté manifeste de Claire, qu’il vénère, l’emporte, et il confirme le privilège.
Dans d’autres monastères, Grégoire IX puis Innocent IV imposent aux Pauvres Dames de recevoir propriétés et biens. En 1247, Innocent IV publie une nouvelle règle : elle maintient la propriété en commun et sanctionne les dispenses accordées contre la haute pauvreté. Dans son attachement héroïque à François, Claire rédige alors elle-même une règle. Le 9 août 1253, Innocent IV vient lui rendre visite et approuve enfin sa Règle (bulle Solet annuere). le 11 août, sainte Claire, qui était très malade, meurt, la bulle en main. C’est la première fois qu’une femme écrit une règle pour un ordre.
La vie des premières clarisses est très austère. Certaines jeunes femmes de santé plus délicate, désireuses d’entrer dans la famille franciscaine, demandent des statuts plus compatibles avec leur constitution physique. Du vivant de Claire et avec sa bénédiction, la bienheureuse Isabelle, sœur de saint Louis, fonde un monastère à Longchamp avec une règle plus modérée, due en partie à saint Bonaventure. Urbain IV l’approuve en 1263 et d’autres couvents vont l’adopter (en France et en Angleterre).
Pendant tout ce temps, l’expansion continue. En 1234, la Bse Agnès ouvre un couvent à Prague. À la fin du XIIIe siècle, il y a cinquante couvents de clarisses en Espagne ; il y a des clarisses à Bruges (1240) et Ypres (avant 1256), en Pologne (1255), en Angleterre (1295), à Chypre (avant 1290). En 1384, on comptera 404 couvents et 15 000 religieuses.
Au début du XIIIe siècle l’Ordre s’associe aux mouvements de réforme chez les frères. Il est vrai que beaucoup de couvents de Clarisses s’étaient relâchés, à cause du Grand Schisme d'Occident et des fondations princières, opposées à l’esprit de pauvreté. Le ministre général des frères mineurs et le pape favorisent la réforme chez les Clarisses. Les grands saints de l’Observance (Bernardin de Sienne, Jean de Capistran, Bernardin de Feltre...) s’en occupent. À cette époque la plupart des monastères suivent la Règle approuvée par Urbain IV. L’Observance retourne à la Règle de sainte Claire, en ajoutant parfois plus d’austérité.
En même temps, sainte Colette de Corbie (1381-1447) fonde sa réforme particulière, en France et en Belgique. Benoît XIII lui a donné son accord. Dans les monastères qu’elle fonde, elle introduit l’observance stricte de la Règle de sainte Claire plus des Constitutions particulières. Pie II approuve ses constitutions en 1458. La réforme des Colettines va aussi s’introduire en Espagne et par là dans toutes les colonies espagnoles du Nouveau Monde. L’action de Colette sur le deuxième Ordre a été considérable et se maintient encore aujourd’hui.
Enfin, la Vén. Marie-Laurence Longo (1463-1542) fonde à Naples les Clarisses Capucines. Elles observent la Règle de sainte Claire, avec les constitutions de sainte Colette ou celles de Jérôme de Castelferretti (général des Capucins 1599-1602). Paul III approuve la fondation en 1538.
Comme pour les frères, les Clarisses sont partout : île de Madère (1436), Mexique (1579), Panama, Pérou, Bolivie (1639), Philippines (Manille, 1621), Chine (1634).
Au XVIIe siècle, l’Ordre atteint son apogée. L’observance est austère. En 1680, on compte 925 couvents et 34 000 religieuses. Mais la Révolution française sera un vrai « raz-de-marée », tous les couvents de France vont disparaître. Napoléon supprime les instituts religieux en Italie (1810). L’Ordre en Europe est au bord de la ruine. Il se relève cependant au XIXe siècle. L’Ordre se répand aussi dans les pays de mission : Philippines, Australie (1883), Maroc, Algérie, Terre sainte.
L’Ordre des Pauvres Dames a exercé sur l’Église une profonde influence spirituelle. Dans ses monastères, une bonne partie de la noblesse royale et princière d’Europe s’est vouée à la pauvreté. Les clarisses ont aussi joué un rôle considérable dans l’éducation de la jeunesse et l’apostolat missionnaire du Nouveau Monde.
En 1949, on comptait 512 couvents et 12 457 religieuses. (Pour les Clarisses Capucines : 91 couvents.) Chaque monastère est indépendant, c'est-à-dire qu’il n’existe dans l’Ordre ni administration centrale ni province. Les monastères sont rattachés par affiliation spirituelle à l’Ordre des frères mineurs (c'est-à-dire les franciscains) - les Clarisses Capucines le sont aux Frères mineurs capucins. Les monastères actuels suivent soit la règle approuvée par Urbain IV (Clarisses Urbanistes) soit celle de sainte Claire, avec les Constitutions de Sainte Colette (Clarisses Colettines). La plupart des couvents en France appartiennent à la branche colettine. Enfin, on peut compter comme appartenant au second Ordre les religieuses Conceptionnistes, fondées au XVe siècle par la Bse Béatrix de Silva et, dans une certaine mesure, celui des sœurs de l'Annonciade, fondé par sainte Jeanne de France, fille de Louis XI.

## Le Tiers Ordre (l'Ordre Séculier et l'Ordre Régulier)
Dès le XIe siècle apparaissent dans l’Église des confréries de laïcs qui s’appliquent à mener une vie évangélique tout en restant dans le monde. C’est à François que revient la fondation du premier Tiers-Ordre proprement dit (1222), destiné à tous ceux qui, bien qu’obligés de rester dans le monde, aspirent à mener une vie parfaite, à l’image des frères ou des Pauvres Dames.
L’Ordre de la Pénitence (appelé ainsi à ses débuts) comprend des clercs et des laïcs, des hommes et des femmes, des gens mariés et des célibataires, qui vivent dans le monde et conservent leurs biens. Ils doivent éviter tout luxe du vêtement et de la table, toute dépense superflue, tout orgueil de sang ou de situation ; les riches doivent traiter les pauvres comme leurs égaux. Les tertiaires jeûnent deux fois par semaine, doivent réciter les offices, visiter leurs frères malades et assister à leur enterrement, s’engagent à payer la dîme et à ne pas porter d’armes. Cette dernière clause désorganise les milices communales en Italie et raréfie les guerres locales.
Le mouvement se répand rapidement, surtout dans les villes, et exerce bientôt une grande influence, même sur le plan politique et social —  saint Louis, est tertiaire franciscain et roi de France.
Au XVe siècle, l’intérêt élevé que réclament les banquiers endette ou ruine tant de gens modestes que c’en devient un fléau. Le franciscain Barnabé de Terni fonde les monts-de-piété, établissements de prêts sur gage avec intérêt.
Quelques tertiaires célèbres : les papes de la première partie du XXe siècle : Léon XIII, saint Pie X, Pie XI, , Pie XII et Jean XXIII, mais aussi des souverains comme sainte Elisabeth de Hongrie margravine de Thuringe ou saint Louis IX, roi de France, des membres de Maisons Royales comme la princesse Anne de Prusse, le duc Ferdinand d'Alençon, des artistes comme Dante, Pétrarque, Cervantes, Michel-Ange, Raphaël, Palestrina, Liszt, Gounod, l'historien Bx Frédéric Ozanam, l'explorateur Christophe Colomb, des prêtres saint Vincent de Paul, saint Jean Bosco, la mystique Marthe Robin.
À noter que le premier pape originaire du continent américain et élu en 2013 a choisi comme nom de règne François en hommage à François d'Assise.
Autrefois la tendance des Tiers Ordres était plus ou moins d’imiter les Ordres religieux. Ils disposaient de prieur, de père ministre, de noviciat, maître des novices, profession. Dans certains pays (surtout Italie et Espagne), les tertiaires portaient pour les cérémonies religieuses un costume distinctif, qui ressemblait beaucoup à celui du premier ou du deuxième ordre.
Aujourd’hui la tendance est de s’insérer dans le monde, pour y faire pénétrer l’Évangile, plutôt que de s’en séparer. Bien des observances devenues désuètes ont disparu et ont fait place à des formes plus souples. Le vocabulaire s’est rajeuni : la Règle est devenue "projet de vie", le noviciat un "temps de probation", la profession un "engagement". Dans les pays de langue française, le terme de"fraternités" supplante celui de Tiers Ordre.
De nouvelles constitutions (appelées Règle de Paul VI, 1978) veillent à maintenir l’unité du mouvement dans le monde entier et sa fidélité à l’esprit de saint François et donnent aussi des statuts particuliers pour lui permettre une adaptation souple à la culture et aux conditions de vie de chaque pays.
En 1993, on comptait 354 220 tertiaires, répartis en 5 195 fraternités.